# 푸고
푸고(FUGOO)는 미국의 음향기기 전문 스타트업 업체이다.

## 연혁
- 2014년 푸고(FUGOO) 블루투스 스피커를 출시하였다

(STYLE / SPORT / TOUGH)
- 2014년 푸고(FUGOO) XL 블루투스 스피커를 출시하였다

(STYLE XL / SPORT XL / TOUGH XL)
- 2015년 TOP 10 Review에서 '블루투스 스피커' 1위에 선정되었다.[1]

## 제품
구성원이 음향 계통에서 오랫동안 종사한 엔지니어들로서 전문 특화된 블루투스 스피커를 디자인, 제조한다.
현재 음질/음향에 충실하면서도 외부의 충격에 강하게 견디고, 방수와 방진 등에도 내구성이 견고한 블루투스 스피커가 있다.